# Bezzia campanai
Bezzia campanai är en tvåvingeart som beskrevs av Jean Clastrier 1962.
Bezzia campanai ingår i släktet Bezzia och familjen svidknott. Inga underarter finns listade i Catalogue of Life.